# 八號鎮區 (堪薩斯州摩里斯縣)
八號鎮區（英語：Township 8）為美國堪薩斯州摩里斯縣轄下的鎮區。2010年美国人口普查中該鎮區人口有206人。

## 地理
八號鎮區涵蓋總面積為186.38平方（71.96平方英里），其中185.64平方（71.68平方英里）為陸地，0.74平方（0.29平方英里）或0.4%為水域。海拔高度441（1,447英尺）。

## 人口統計
根據2010年美國人口普查，八號鎮區人口有206人，住房109戶，人口密度為1.11人/每平方公里。此鎮區居民之種族中，白人有204人，非裔美國人有1人，美洲原住民有1人，亞裔美國人有0人，太平洋島裔美國人有0人，其他種族有0人，混血種族則有0人。此外此鎮區有5人為西班牙裔或拉丁裔美國人。